# Rives-du-Loir-en-Anjou
Rives-du-Loir-en-Anjou es una comuna nueva francesa situada en el departamento de Maine y Loira, de la región de Países del Loira.

## Historia
Fue creada el 1 de enero de 2019, en aplicación de una resolución del prefecto de Maine y Loira de 8 de noviembre de 2018 con la unión de las comunas de Soucelles y Villevêque, pasando a estar el ayuntamiento en la antigua comuna de Villévêque.

## Demografía
Según los datos aportados en la resolución del prefecto de Maine y Loira, la comuna se crea con 5558 habitantes.

## Composición
| Comuna fusionada | Código INSEE | Población (2016) | Superficie (km²) | Densidad (hab./km²) |
| ---------------- | ------------ | ---------------- | ---------------- | ------------------- |
| Soucelles        | 49337        | 2560             | 19.2             | 133                 |
| Villevêque       | 49377        | 2943             | 28.03            | 105                 |